# Байбузівська ікона Божої Матері
Ба́йбузівська ікона Божої Матері — чудотворна ікона, що знаходиться у селі Байбузи Черкаського району Черкаської області.

## Історія
Згідно з релігійним довідником «Чудотворні ікони Пресвятої Богородиці» авторства протоієрея І. Бухарєва, ікона прославилась 1832 року. Про ікону є відомості у «Оповідях про чудотворні ікони Богоматері» авторства Євгенія Поселяніна, але найбільше вона описана в «Оповідях про населені місцевості Київської губернії» авторства Лаврентія Похилевича (1864 року):
|  | Церква дерев'яна, в ім'я Успіння Божої Матері, з дзвіницею, побудована в 1796 році старанням байбузівського жителя Федора Ладона і сприянням інших жителів. Прикрасою церкви є образ Божої Матері, прославлений чудодійствами. Ікону разом з іншими образами куплено зі скасованої мліївської Успенської церкви. |

Однак за переказами жителів села Байбузи, ікона з'явилась у селі на початку ХІХ століття:
|  | Одного дня люди, прийшовши до сільської криниці в центрі села по воду, знайшли ікону на цямрині. Нічого не знаючи про її походження, селяни занесли образ до маленької церкви. Якось до храму привезли хвору п'ятирічну дівчинку, яка від народження не могла ходити. Посидівши біля ікони дві години, дитина встала і побігла до своєї мами. Люди не могли повірити в таке чудо, та зрештою переконалися, що це правда. Після цього випадку ікону стали називати Чудотворною Байбузівською іконою Божої Матері. |

Завдяки іконі, село пережило епідемію холери 1830–1831 років, через що митрополит Євгеній (Болховтінов) встановив днем ікони 26 грудня. 1832 року, за розпорядженням духовного керівництва, образ було перенесено до Києво-Печерської лаври, а до села передано точну її копію. 1909 року графиня Балашова, яка господарювала в Байбузах та окрузі, звеліла збудувати велику дерев'яну церкву, до якої мали були повернути чудотворну ікону. З Києва до Сокирна її переправляли по Дніпру, а від річки несли на руках до самого села. Відтоді образ знаходився у Байбузах.
1933 року, при радянській владі, був зруйнований місцевий храм, а на його місці збудована школа. Ікону осквернили і розламали навпіл. Її певний час ховав у свої хаті син священика Микола. Саме тоді сталось чудо — образ зрісся. Але й школа простояла недовго, у роки Другої світової війни вона згоріла. Ікону місцеві жителі переховували по хатах та навіть у скиртах соломи. За переказами селян, в роки війни образ обнесли навколо села, через що воно майже не постраждало від німецької окупації. Це можна також пояснити, що у самому селі перебували не німці, а валлонська штурмова бригада Ваффен-СС.
Вже на початку ХХІ століття у селі була збудована нова церква і чудотворну ікону перенесли до неї, де вона знаходиться і сьогодні.

## Сучасне значення
За повір'ям парафіян чудотворна ікона зцілює безпліддя.